# Noguerornis
Noguerornis és un gènere dins dels enantiornites amb una relació filogenètica probablement propera a Iberomesornis. Visqué durant el Cretaci primerenc (Barremià primerenc), fa aproximadament 130 Ma, i és conegut gràcies als fòssils trobats a la serra del Montsec, a la comarca de la Noguera, d'on en prové el nom.
Hi pertany una única espècie coneguda, Noguerornis gonzalezi.